# Lycia burrowsi
Lycia burrowsi är en fjärilsart som beskrevs av Jost Harr. Lycia burrowsi ingår i släktet Lycia och familjen mätare. Inga underarter finns listade i Catalogue of Life.